# اسمولنسکی (سرزمین آلتای)
اسمولنسکی (به لاتین: Smolensky) یک منطقهٔ مسکونی در روسیه است که در سرزمین آلتای واقع شده‌است.